# Пентародийдокозабериллий
Пентародийдокозабериллий — бинарное неорганическое соединение
родия и бериллия
с формулой Be22Rh5,
кристаллы.

## Получение
- Сплавление стехиометрических количеств чистых веществ:

{\displaystyle {\mathsf {5Rh+22Be\ {\xrightarrow {T}}\ Be_{22}Rh_{5}}}}

## Физические свойства
Пентародийдокозабериллий образует кристаллы
кубической сингонии,
пространственная группа F 23,
параметры ячейки a = 1,5814 нм, Z = 16,
структура типа пентасвинецдокозалития Li22Pb5
.